# Aki Riihilahti
Aki Pasinpoika Riihilahti (* 9. September 1976 in Helsinki) ist ein ehemaliger finnischer Fußballspieler. Mit HJK Helsinki gewann er viermal den finnischen Meistertitel und gehörte in der Spielzeit 1998/99 zur Mannschaft, die bisher als einziger finnischer Teilnehmer die Gruppenphase der UEFA Champions League erreichte.

## Karriere
Der Mittelfeldspieler begann seine Karriere 1982 beim Fußballverein HJK Helsinki, mit dem er einmal die finnische Meisterschaft und zweimal den finnischen Pokal gewann. 1999 wechselte er zu Vålerenga IF. Dort blieb er eine Saison und wechselte danach zum englischen Zweitligisten Crystal Palace. Nach einer Saison beim 1. FC Kaiserslautern ging er 2007 zu Djurgårdens IF nach Schweden.
Am 31. Juli 2009 unterzeichnete Riihilahti einen Vertrag beim HJK Helsinki. Dort lief er bis Ende 2011 in der ersten Mannschaft und beim Reserveteam Klubi 04, dessen Spielertrainer er zeitweise war, auf.
Später war er als CEO für das Sonera Stadium, die Heimarena von HJK und Klubi 04 zuständig.

## Nationalmannschaft
Für die finnische Nationalmannschaft machte Riihilahti von 1998 bis 2007 69 Länderspiele und erzielte elf Tore. Sein erstes A-Länderspiel bestritt er am 5. Februar 1998 gegen Zypern. Für die U-21-Nationalmannschaft lief er zweimal auf, für die U-18-Nationalmannschaft achtmal und für die U-15-Nationalelf viermal. Sein erstes Länderspiel bestritt er am 2. September 1992 gegen Polen für die U-15-Nationalmannschaft.

## Erfolge
- Finnischer Meister: 1997, 2009
- Finnischer Pokalsieger: 1996, 1998
- Finnischer Ligapokalsieger: 1996, 1997, 1998

## Sonstiges
Riihilahti schreibt Artikel für verschiedene Zeitungen, unter anderem für die Times und das finnische Iltalehti. Zudem fungiert er als Studioexperte für das finnische Fernsehen.
Heute arbeitet er als Geschäftsführer bei HJK Helsinki.